# لويس مالاجون
لويس مالاجون (بالإسبانية: Luis Malagón) هو لاعب كرة قدم مكسيكي في مركز حراسة المرمى، ولد في 2 مارس 1997 في سمورة في إسبانيا.

## وصلات خارجية
- لويس مالاجون على موقع إي إس بي إن إف سي (الإنجليزية)
- لويس مالاجون على موقع قاعدة بيانات كرة القدم.إي يو (الإنجليزية)
- لويس مالاجون على موقع ناشيونال فوتبول تيمز (الإنجليزية)
- لويس مالاجون على موقع Soccerway.com (الإنجليزية)
- لويس مالاجون على موقع عالم كرة القدم.نت (الإنجليزية)
- لويس مالاجون على موقع أوليمبيديا (الإنجليزية)
- لويس مالاجون على موقع AS.com (الإسبانية)
- لويس مالاجون على موقع GSA (الإنجليزية)